# Matla
La Matla est l'un des principaux bras du delta du Gange. Surnommée " la folle " en raison de son imprévisibilité, la rivière a même, au siècle dernier, dévasté le port de Canning, porte de l'archipel des Sundarbans, au sud-est de Calcutta. En basses eaux, elle se franchit aisément à pied pour rejoindre les îles des Sundarbans.